# Cisco Meraki
Cisco Meraki este o companie care oferă produse și servicii cloud-managed IT cu sediul central în San Francisco, California. Portofoliul său include wireless, switching, securitate, managementul mobilității întreprinderilor (EMM) și camere de securitate, toate gestionate central prin web. Meraki a fost achiziționată de Cisco Systems în decembrie 2012.
Meraki a fost fondată în anul 2006 de Sanjit Biswas și John Bicket, împreună cu Hans Robertson. Compania s-a bazat parțial pe proiectul MIT (Massachusetts Institute of Technology) Roofnet, o rețea wireless 802.11b/g experimentală dezvoltată de Laboratorul de Informatică și Inteligență Artificială de la Institutul de Tehnologie din Massachusetts.
Proiectul a fost finanțat de Google și Sequoia Capital. Organizația a funcționat la început în Mountain View, California, în 2006, înainte de a se muta la San Francisco. Meraki a angajat oameni care au lucrat la proiectul MIT Roofnet. 
Pe 18 noiembrie 2012, Cisco Systems a anunțat că va achiziționa Meraki pentru o valoare estimată de 1,2 miliarde de dolari.
Valorile pe care se bazează Cisco Meraki pentru a-și poziționa produsele sunt:
1. Siguranță - datorită tool-urilor complexe de securitate Cisco
2. Ușurință în folosirea și managementul soluției
3. Ușor de instalat, fără costuri adiționale și administrarea economică